# Tătăruși
Tătăruși est une commune roumaine située dans le județ de Iași.